# Saint-Parres-aux-Tertres
Saint-Parres-aux-Tertres ist eine französische Gemeinde mit 3.214 Einwohnern (Stand: 1. Januar 2022) im Département Aube in der Region Grand Est. Die Gemeinde gehört zum Arrondissement Troyes und zum Kanton Troyes-4. Die Einwohner werden Patroclien(ne)s genannt.

## Geographie
Saint-Parres-aux-Tertres liegt am Fluss Barse, der hier in einen Arm der Seine mündet, etwa drei Kilometer östlich von Troyes. Umgeben wird Saint-Parres-aux-Tertres von den Nachbargemeinden Creney-près-Troyes im Norden, Villechétif im Nordosten, Thennelières im Osten, Ruvigny im Südosten, Rouilly-Saint-Loup im Südosten und Süden, Saint-Julien-les-Villas im Südwesten, Troyes im Westen sowie Pont-Sainte-Marie im Nordwesten. 
Durch die Gemeinde verlaufen die Autoroute A26 und die frühere Route nationale 19 (heutige D619).

## Bevölkerungsentwicklung
| 1962 | 1968 | 1975 | 1982 | 1990 | 1999 | 2006 | 2012 | 2019 |
| ---- | ---- | ---- | ---- | ---- | ---- | ---- | ---- | ---- |
| 1635 | 1808 | 2088 | 2402 | 2411 | 2615 | 2797 | 2989 | 3167 |

## Sehenswürdigkeiten
- Kirche Saint-Parres, seit 1942 Monument historique

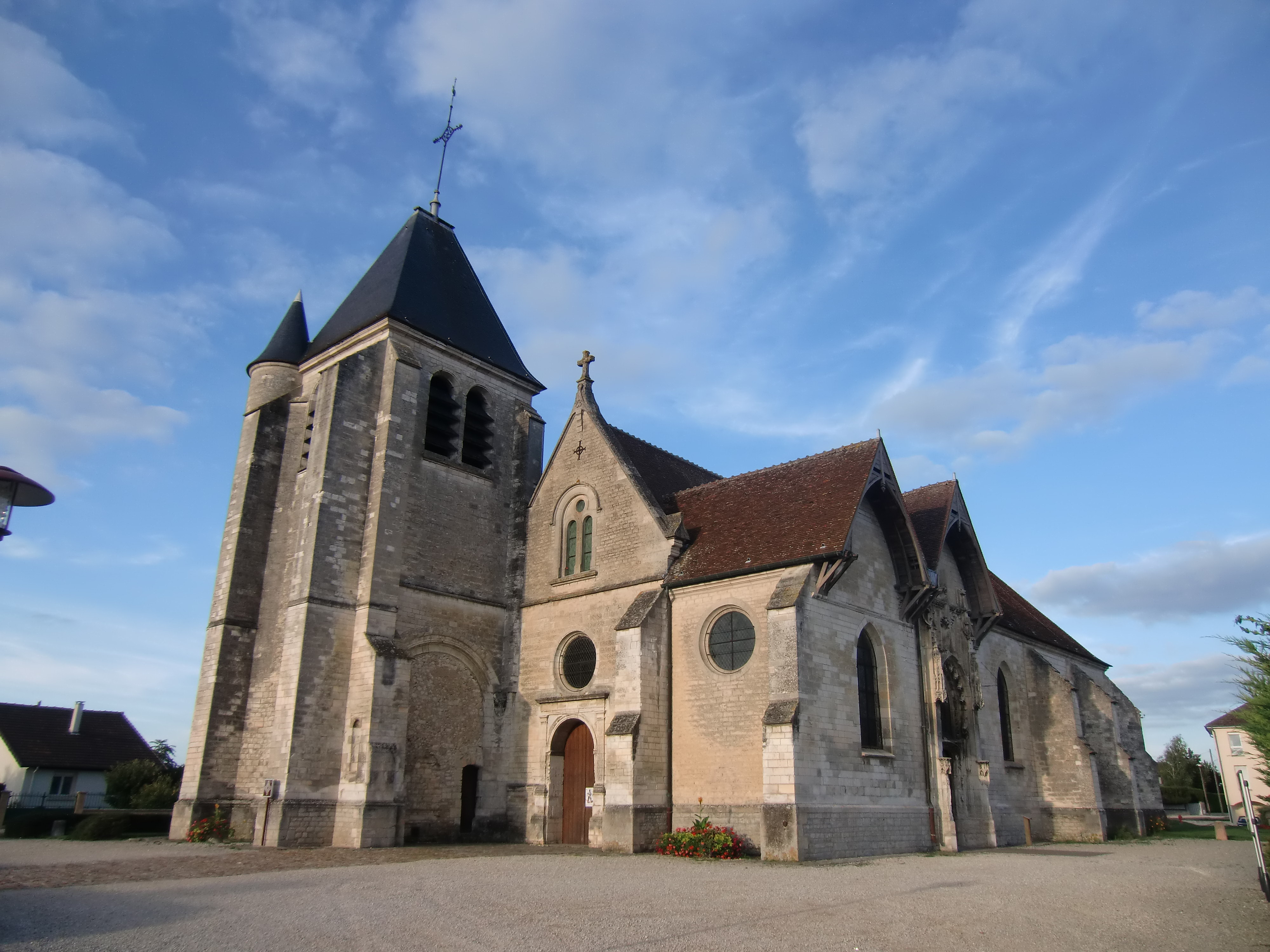
Kirche Saint-Parres